# ویلو، آلاسکا
ویلو (به انگلیسی: Willow) شهری در بخش ماتانوسکا-سوسیتنا ایالت آلاسکا است که جمعیت آن در سرشماری سال ۲۰۰۰ میلادی ۱۶۵۸ نفر بوده‌است.